# Río Mali Kirzhach
El río Mali Kirzhach (en ruso: Малый Киржач es un río del óblast de Vladímir en Rusia, afluente por la derecha del río Kirzach, tributario del río Kliazma, de la cuenca hidrográfica del Volga por el río Oká.
Nace en los pantanos situados al sur de la aldea de Chérnetskoye, en el raión de Aleksándrov. El río fluye generalmente en dirección norte-sur. En su curso de cerca de 70 km, la anchura más grande que se da es de 15 m. Es un río estrecho, muy tortuoso, con orillas pobladas de arbustos. Es navegable en embarcación pequeña durante la época de crecidas.
Cerca de Ivásheso, en el raión de Kirzhach se reúne con el Bolshói Kirzhach para formar el Kirzhach
Su mayor afluente, el Málenkaya, tiene una longitud de unos 10 km.